# Münzgasse (Günzburg)

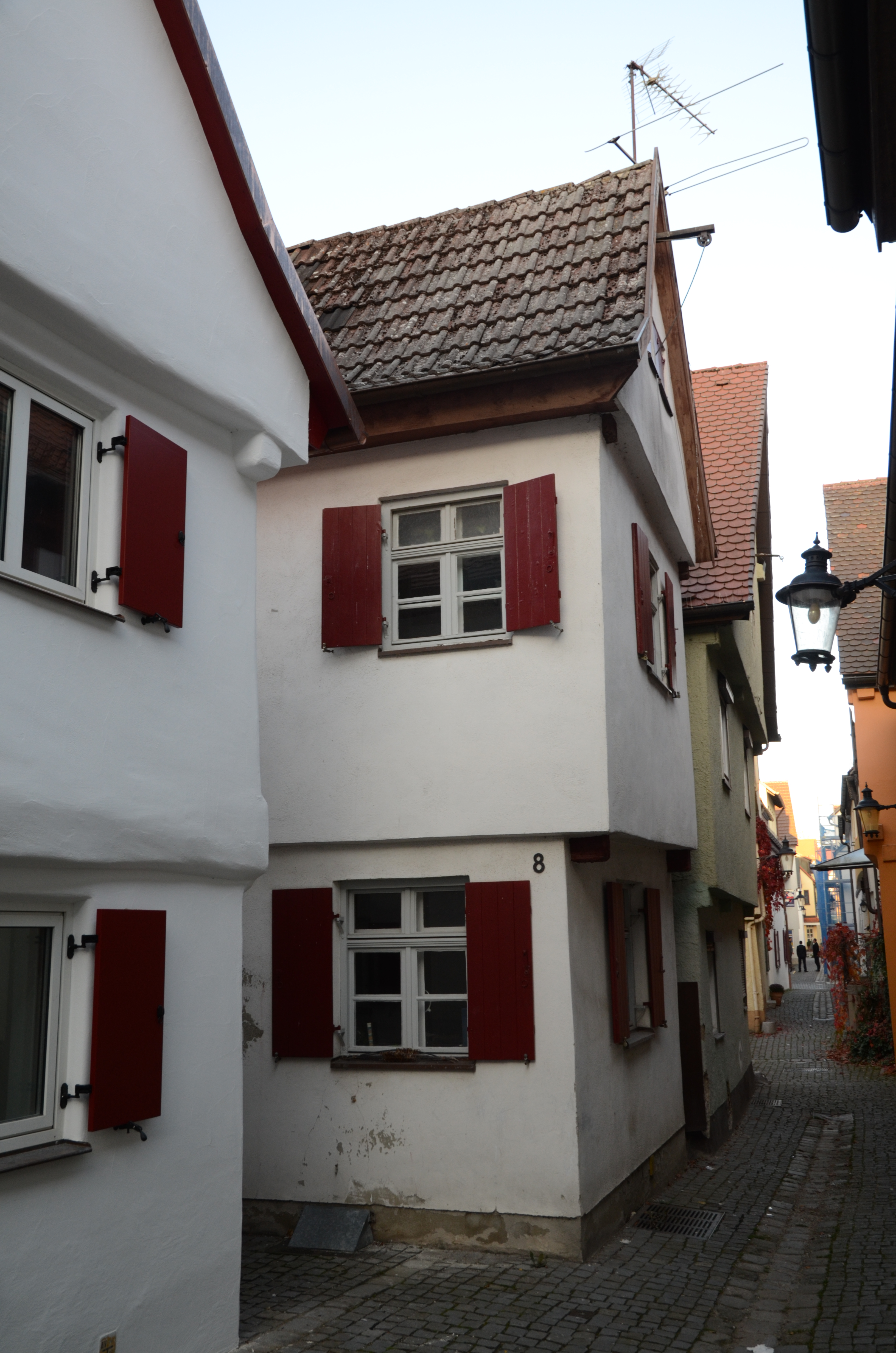
Münzgasse in Günzburg, ehemalige Judengasse

Die Münzgasse (ehemals Judengasse) in Günzburg, der Kreisstadt des Landkreises Günzburg im bayerischen Regierungsbezirk Schwaben, wurde im späten Mittelalter angelegt.

## Geschichte und Beschreibung
Die Münzgasse am südöstlichen Rand der Altstadt war das ehemalige Wohnviertel der Juden. Die älteste erhaltene Bausubstanz stammt aus dem 17./18. Jahrhundert. Der schmale Straßenzug führt innerhalb der Stadtmauer (14./15. Jahrhundert) entlang. Die kleinen Häuser passen sich dem Verlauf Stadtmauer an und sind meist traufseitig. Zwischen den Häusern und der Stadtmauer befand sich ursprünglich eine enge Wehrgasse, die Häuser durften auch den Wehrgang oben an der Mauer nicht behindern. Erst in späterer Zeit, wohl ab dem 18. Jahrhundert, führte der Wehrgang durch die Häuser. Der Rundturm am westlichen Ende der Münzgasse wurde Judenturm genannt. Das größte Haus, heute Münzgasse 1, war nach der Überlieferung die Synagoge. Am 4. März 1617 ordnete Markgraf Karl von Burgau an, dass alle Juden der Markgrafschaft Burgau binnen Jahresfrist ihre Wohnorte verlassen und ihre Häuser verkaufen mussten. Der Name Judengasse erhielt sich noch bis ins 18. Jahrhundert. 
Erst nach der Errichtung der vorderösterreichischen Münze im Jahr 1763 erhielt die Gasse ihren heutigen Namen. Die östliche Hälfte der Gasse bekam wegen des Gefängnisses im Eckturm der Stadtbefestigung den Namen Eisenhausgasse. 

## Baudenkmäler
- Münzgasse 1: Wohnhaus

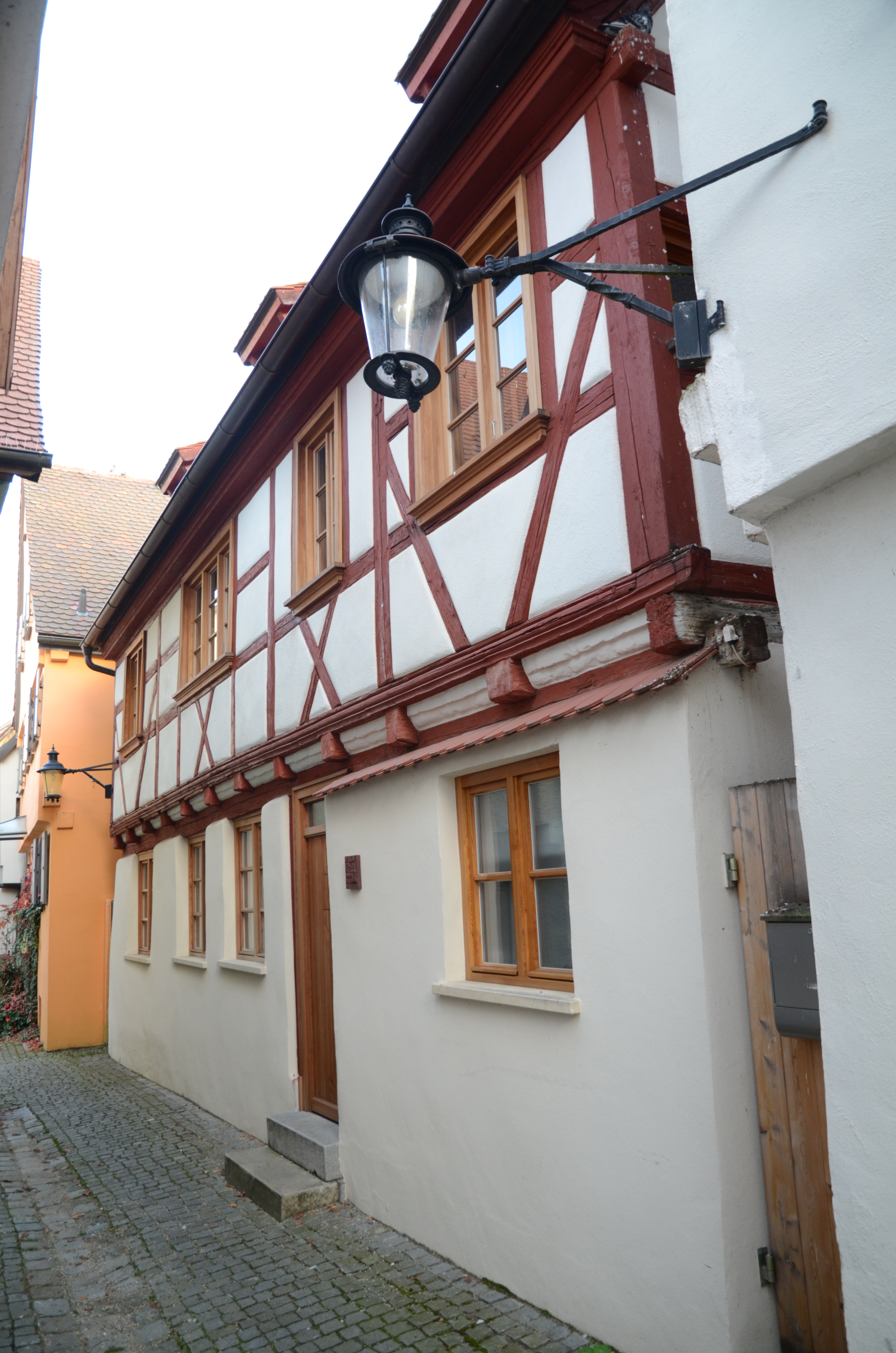
Fachwerkhaus Münzgasse 11

- Münzgasse 3: Wohnhaus, im Kern wohl erste Hälfte des 18. Jahrhunderts; an die Stadtmauer angebaut
- Münzgasse 5: Wohnhaus, 17./18. Jahrhundert, im Kern älter; an die Stadtmauer angebaut
- Münzgasse 6: Wohnhaus, 17./18. Jahrhundert
- Münzgasse 7: Wohnhaus, 17./18. Jahrhundert; an die Stadtmauer angebaut
- Münzgasse 9: Wohnhaus, 17./18. Jahrhundert; an die Stadtmauer angebaut
- Münzgasse 10/12: Doppelwohnhaus, wohl 18. Jahrhundert
- Münzgasse 11: Wohnhaus, im Kern 17. Jahrhundert; an die Stadtmauer angebaut
- Münzgasse 13: Wohnhaus, im Kern 17. Jahrhundert; an die Stadtmauer angebaut
- Münzgasse 17/19: Doppelwohnhaus, 17./18. Jahrhundert; an die Stadtmauer angebaut, mit dem Rest eines Rundturms aus dem 14./15. Jahrhundert